# French Valley (Californie)
French Valley est une census-designated place américaine du comté de Riverside, en Californie. Sa population était de 28 146 habitants au recensement de 2010. La ville de French Valley est la plus peuplée des census-designated places du comté de Riverside.

## Géographie
La ville de French Valley est une cité-dortoir de l'agglomération de Riverside dans la région californienne de l'Inland Empire. La cité est située au cœur de la French Valley dont elle porte le nom. 
Une grande partie des artères du centre-ville porte des noms de toponymes de France (Avignon, Rhone, Loire, Arras, Bordeaux, Burgundy (Bourgogne), Cognac, Crecy, Granville, Lourdes, Savoie, Trois Valley (Les Trois-Vallées en Savoie), Sainte-Foy, Vercors, etc.) de Belgique (Brussels pour Bruxelles) ainsi que des noms communs francophones tels que Fille ou Cloche ou encore des patronymes francophones tel que Bandelier pour l'archéologue suisse Adolph Francis Alphonse Bandelier ou encore Borel, pour les fermiers français qui s'établirent ici au XIXe siècle. La Borel Road conduit à l'aéroport de French Valley Airport.

## Histoire
Au cours du XIXe siècle, la région peuplée essentiellement de quelques vastes ranchs, vit l'arrivée d'un certain nombre de migrants et colons français, Canadiens-français et de Franco-louisianais venus de l'ancienne Louisiane française. Dès 1844, Louis Rubidoux originaire de Saint-Louis dans le Missouri arriva avec plusieurs compagnons trappeurs canadiens. Il fonda la ville de Rubidoux. La famille Borel, dont les membres étaient fermiers, s'établirent dans cette région méridionale de la Californie depuis le milieu du XIXe siècle en rachetant des parties de ranchos anciennement mexicains. La ville voisine de Declezville porte le nom de William Declez, né Guillaume Declez en France en 1848, et qui était entrepreneur de son état. Il ouvrit une carrière de granite dans les années 1860 dans cette cité de pionniers.

## Sources
1. ↑  Plan urbain de french Valley
2. ↑  Histoire de la French Valley